# Erkinjon Isoqov
Erkinjon Isoqov (Эркинжон Тулкинович Исаков), (ur. 25 listopada 1974) – uzbecki sportowiec specjalizujący się w biegach, uczestnik igrzysk olimpijskich w Sydney i Atenach.

## Występy na igrzyskach olimpijskich
Na igrzyskach olimpijskich w Sydney Isoqov wystartował w biegu na 400 metrów przez płotki. W eliminacjach uzyskał czas 50,71 s, co pozwoliło na zajęcie 5. miejsca. Wynik ten nie pozwolił na start w dalszym etapie zmagań. Łącznie został sklasyfikowany na 36. miejscu.
Isoqov ponownie wystartował na igrzyskach, tym razem w Atenach. Wystartował w biegu na 800 metrów. Uzyskał 8. rezultat w swoim biegu eliminacyjnym z czasem 1:48,28 min. Czas ten był za słaby, by awansować do dalszego etapu zmagań. Łącznie został sklasyfikowany na 67. miejscu.

## Rekordy życiowe
- bieg na 400 m przez płotki: 50,11 s (2000)
- bieg na 800 m: 1:47,50 min (2005)